# Hawke
Otok Hawke je mali otok u blizini obale Labradora. Postoji luka na istočnoj strani otoka koja se zove Hawke Harbour, ili ponekad Hawke Bay. Newfoundland Whaling Company upravljala je stanicom za kitolov u luci Hawke u kasnim 1930-ima. Ostale uvale uključuju uvala Eagle (eng. Eagle Cove) i Zaljev Caplin (eng. Caplin Bay).